# Ayoub Bourhim
Ayoub Bourhim (en arabe : أيوب بورحيم) né le 31 août 1990, est un footballeur international marocain évoluant au poste de milieu de terrain au FAR de Rabat.

## Biographie

### Kénitra
Formé au KAC de Kénitra, il intègre l'équipe A en 2010 et joue 21 matchs de championnat dès sa première saison. Lors de la saison 2011/2012, il marque ses premiers buts sous les couleurs du KAC. En août 2012, il est transféré au FAR de Rabat avec de nombreux autres joueurs de la Botola.

### FAR de Rabat
Il est transféré au FAR de Rabat en provenance du KAC de Kénitra en août 2012 et joue son premier match sous les couleurs des FAR de Rabat contre l'Ittihad Khémisset en marge du premier tour de la Coupe du Trône. Le match se solde sur le score de 2-0 en faveur des militaires (les FAR de Rabat).

### Sélection Nationale
Il est sélectionné pour la première fois de sa carrière en 2012 pour disputer la Coupe arabe des nations. Cette compétition est remportée par l'équipe du Maroc et voit la participation du jeune marocain Bourhim contre le Yémen (4 - 0).

## Palmarès
Maroc
- Coupe arabe des nations (1) :
  - Vainqueur : 2012.